# Wuxi Suning Plaza 1
Das Wuxi Suning Plaza 1 an der Renmin Middle Road ist mit 328 Metern und 68 Etagen einer der höchsten Wolkenkratzer im chinesischen Wuxi (chinesisch 无锡市). Baubeginn war 2010, vier Jahre später wurde das Bauwerk fertiggestellt. Im unteren Bereich des Wolkenkratzers sind Büroeinrichtungen beherbergt, in den oberen Etagen ein Hotel.